# ГЕС Jíyú
ГЕС Jíyú (吉鱼水电站) — гідроелектростанція у центральній частині Китаю в провінції Сичуань. Знаходячись між ГЕС Jīnlóngtán (вище по течії) та ГЕС Tóngzhōng, входить до складу каскаду на річці Міньцзян, великій лівій притоці Дзинші (верхня течія Янцзи).
У межах проєкту річку перекрили бетонною греблею висотою 21 метр та довжиною 140 метрів, яка відводить ресурс до прокладеного у правобережному гірському масиві дериваційного тунелю довжиною близько 6 км. У підсумку вода надходить до розташованого на березі Міньцзян наземного машинного залу, де встановили три турбіни потужністю по 34 МВт. Вони використовують напір у 47,6 метра та забезпечують виробництво 538 млн кВт·год електроенергії на рік.